# Estación de Vaquerizas
Vaquerizas es un apeadero que perteneció a la línea C-9 de Cercanías Madrid ubicado junto a la carretera SG-615 en el término municipal de Real Sitio de San Ildefonso (Segovia) muy cerca del límite con la Comunidad de Madrid.
Hasta hace años, aquí existía una vía secundaria con sus correspondientes desvíos, lo que permitía hacer cruces, pero esa via fue desmantelada a principios de siglo XXI, con lo que se convirtió en apeadero de paso.
Su tarifa correspondía a la zona  Zona Verde según el Consorcio Regional de Transportes
Hasta el verano de 2011, en que fueron clausurados todos los apeaderos intermedios entre Cercedilla y el Puerto de Navacerrada y entre éste y Los Cotos, esta estación tuvo carácter facultativo: el tren se detenía exclusivamente a petición del interesado.

## Líneas
| procedencia/destino | < estación    | Línea | estación > | destino/procedencia |
| ------------------- | ------------- | ----- | ---------- | ------------------- |
| Cercedilla          | Dos Castillas |       | Cotos      | Cotos               |